# Fußballturnier
Fußballturniere sind Wettbewerbe, zu denen mehr als zwei Fußballmannschaften an einem Ort oder in einem Land zusammenkommen, um (in vergleichsweise kurzer Zeit) einen Turniersieger auszuspielen. Abzugrenzen sind sie von Fußballwettbewerben, die dezentral und über einen längeren Zeitraum (z. B. Ligarunden im Rahmen nationaler Meisterschaften) ausgetragen werden.
Nach der Herkunft der teilnehmenden Teams können nationale, regionale, kontinentale und globale Turniere unterschieden werden. Unterscheidungen sind auch danach möglich, ob Vereins-, National- oder andere Mannschaften bzw. Männer- oder Frauenteams an einem Turnier teilnehmen. Spezielle Turniere gibt es außerdem für Mannschaften, deren Spieler ein bestimmtes Alter noch nicht erreicht haben (U…-Auswahlen) sowie für Amateurteams.
Vereinsmannschaften (insbesondere aus dem Profibereich) nutzen Fußballturniere oft im Rahmen ihrer Vorbereitung auf eine neue Spielzeit.
Abgesehen von wenigen Ausnahmen werden international besetzte Fußballturniere, die von Fußballverbänden veranstaltet werden, meistens für Nationalmannschaften ausgerichtet. Beispiel für ein globales Vereinsturnier ist die FIFA-Klubweltmeisterschaft.
In der Mehrzahl der Fälle werden Fußballturniere wiederholt ausgetragen.

## Formate von Fußballturnieren
Fußballturniere werden in Formaten durchgeführt, die auch in anderen Sportarten üblich sind. Zum Beispiel nach dem K.-o.-System, das ein Ausscheiden unterlegener Teams vorsieht. Oder nach einem Ligasystem, nach dem jede beteiligte Mannschaft einmal gegen jede andere Mannschaft (z. B. einer Gruppe) antreten muss. Formate, die Hin- und Rückspiele zweier Teams vorsehen, sind bei Fußballturnieren ebenso unüblich wie der sog. Best-of-Modus, bei dem zwei Mannschaften mehr als zweimal gegeneinander anzutreten haben und die Mehrzahl der gewonnenen Spiele den Ausschlag gibt.
Insbesondere bei größeren Teilnehmerfeldern ist eine Kombination aus einer nach dem Ligasystem ausgetragenen Phase und einer anschließenden K.-o.-Phase üblich.
Dem Turnier geht in vielen Fällen eine Qualifikationsphase voraus, in der das Recht, am Turnier teilzunehmen, ausgespielt wird. Gemäß der Sprachregelung des Veranstalters wird in diesem Zusammenhang oft von Vorrunde (Qualifikationsphase) und Endrunde (Turnier) gesprochen.
Verschiedene Turniere auf kontinentaler Ebene erfüllen mehrere Zwecke. So wird beispielsweise im CONCACAF Gold Cup nicht nur der Meister der CONCACAF-Zone ermittelt, sondern dieses Turnier fungiert auch als Qualifikationsturnier für die Copa América.

## Besonderheiten des K.-o.-Systems
Bei Spielen, die nach dem K.-o.-System ausgetragen werden, scheidet die unterlegene Mannschaft aus dem Turnier aus. Heute ist es allgemein üblich, dass solche Spiele, falls auch nach der Verlängerung noch keine Mannschaft in Führung liegt, durch Elfmeterschießen entschieden werden. Bis zum Ende der sechziger Jahre des 20. Jahrhunderts allerdings eine völlig unbekannte Maßnahme. Zuvor wurden die beteiligten Mannschaften in diesem Fall nämlich ein zweites Mal auf den Platz gebeten, um bitteschön innerhalb weiterer 90 Minuten für eine Entscheidung zu sorgen. Was zum Beispiel bei der Fußball-Weltmeisterschaft 1934 dazu führte, dass 11 Italiener sowie 11 Spanier nach 120 Minuten unter sengender Sonne auch einen Tag später mehrheitlich noch derart platt waren, dass insgesamt 12 neue Akteure eingesetzt werden mussten. Trotzdem hat es ab diesem denkwürdigen Ereignis noch fast 50 Jahre gedauert, bis die FIFA sich im Hinblick auf die WM 1970 dazu durchringen konnte, die Entscheidung dem Elfmeterschießen zu überlassen.

## Bedeutende Turniere für Nationalmannschaften
Die bekanntesten und bedeutendsten Fußballturniere für Nationalmannschaften sind:
Weltweit
- Fußball-Weltmeisterschaft (seit 1930)
- Konföderationen-Pokal (seit 1997 bzw. als König-Fahd-Pokal seit 1992)
- Olympisches Fußballturnier (seit 1900 bzw. 1908)

- Fußball-Weltmeisterschaft der Frauen (seit 1991)
- Olympisches Fußballturnier der Frauen (seit 1996)

Europa
- Fußball-Europameisterschaft
- Fußball-Europameisterschaft der Frauen

Südamerika
- Copa América (seit 1916); teilweise mit Teilnehmern aus Nord-/Mittelamerika- und Karibik-Zone

Afrika
- Afrikameisterschaft (seit 1957)

Asien
- Asienmeisterschaft (seit 1956)

Nord-/Mittelamerika und Karibik
- CONCACAF Gold Cup (seit 1963); teilweise mit Teilnehmern aus Südamerika

Ozeanien
- OFC-Nationen-Pokal (seit 1973)

Darüber hinaus werden Fußballturniere auch im Rahmen der Qualifikation für die Fußball-Weltmeisterschaft durchgeführt. In dieser Wettbewerbsform werden beispielsweise die beiden ersten Phasen der Ozeanien-Qualifikation für die WM-Endrunde 2006 ausgetragen, die zugleich auch Phasen des OFC-Nationen-Pokal darstellen.

## Formate der Fußballweltmeisterschaftsturniere
Die Endrunden der Fußball-Weltmeisterschaften sind in den meisten Fällen in Form einer Kombination aus einer nach dem Ligasystem ausgetragenen Phase und einer anschließenden K.-o.-Phase ausgetragen worden.
Davon ist, teilweise bedingt durch die Aufstockung des Teilnehmerfelds, bei folgenden WM-Turnieren abgewichen worden:
- 1934 (16 Teilnehmer): Ausschließlich Spiele nach dem K.-o.-System – Turnierbeginn mit dem Achtelfinale
- 1938 (15 Teilnehmer): Ausschließlich Spiele nach dem K.-o.-System – Turnierbeginn mit dem Achtelfinale
- 1950 (15 Teilnehmer): Zweite Phase nach dem Ligasystem – Gruppensieger ist Weltmeister – Deshalb kein Endspiel
- 1954 (16 Teilnehmer): In erster Runde hatten in jeder Gruppe 2 gesetzte gegen 2 ungesetzte Teams anzutreten (= 2 Spiele pro Team)
- 1974 und 1978 (jeweils 16 Teilnehmer): Zweite Phase nach dem Ligasystem (2 Gruppen mit je 4 Teams) – Sieger beider Gruppen bestreiten Endspiel, Zweitplatzierte spielen um Platz drei
- 1982 (24 Teilnehmer): Zweite Phase nach dem Ligasystem (4 Gruppen mit je 3 Teams) – Gruppensieger stehen im Halbfinale